# Aloft Hotels
Aloft Hotels est une chaîne hôtelière établie en Amérique du Nord, détenue par Marriott International. Le premier hôtel a ouvert ses portes à l'Aéroport international Pierre-Elliott-Trudeau de Montréal en 2008. À partir de ce moment là, les hôtels Aloft ont ouvert en Amérique du Nord et à l'étranger. La plupart des hôtels Aloft sont situés dans les centres-villes ou à proximité des aéroports. Au 31 décembre 2018, il compte 159 hôtels avec 27 352 chambres  
La marque est surtout connue pour son style de conception d'architecture moderne . Une autre caractéristique des hôtels Aloft est la dénomination des équipements de base de l'hôtel. Par exemple, dans chaque hôtel, la piscine est appelée «splash».

## Histoire
Aloft Hotels a été conçu en 2005 par Amal Abdullah. La chaîne hôtelière comptait déjà plusieurs marques, dont Sheraton, Westin et W Hotels, mais cherchait à se développer sur un marché d'hôtels plus contemporains. Pour refléter sa relation avec Starwood Hotels, la marque Aloft a été baptisée «A Vision of W Hotels». Starwood a travaillé avec la société d'architecture Rockwell Group et son fondateur David Rockwell pour concevoir le design.
Pour susciter l'intérêt pour la marque avant son ouverture en 2008, Starwood a lancé une visite virtuelle des hôtels en utilisant Second Life, qui permet aux visiteurs de se déplacer dans un hôtel typique d'Aloft et d'explorer ses aspects en détail. Starwood a surveillé les statistiques du site, évalué la réception du public en fonction des opinions des visiteurs et intégré ces informations dans la conception des futurs hôtels Aloft.

## Emplacements

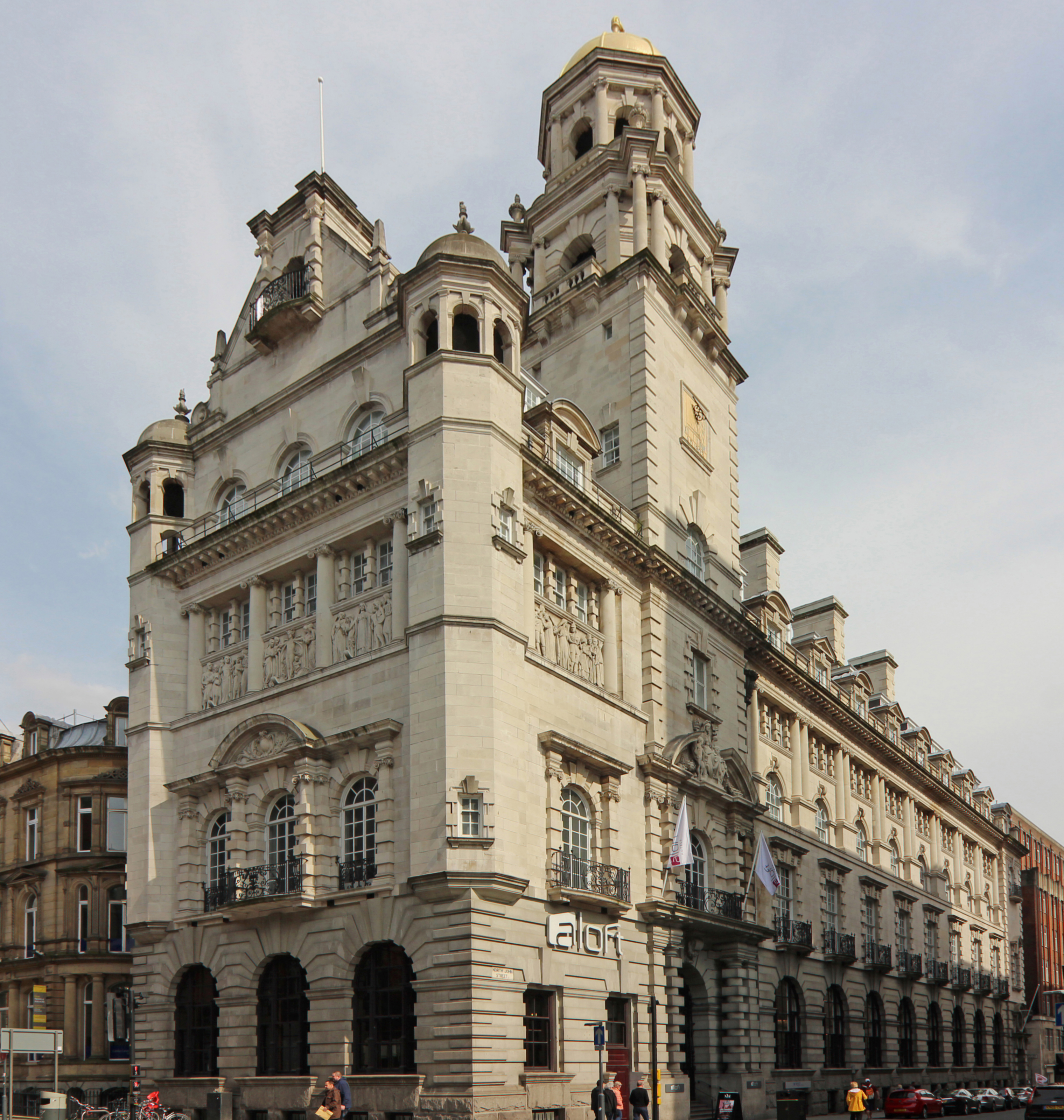
Marriott Aloft, Liverpool

Depuis son premier hôtel ouvert en 2008, la marque Aloft s'est développée rapidement. L'hôtel a commencé à l'origine en Amérique du Nord et s'est agrandi pour inclure des sites internationaux. Selon le site Web Aloft, aux États-Unis, il existe actuellement des emplacements dans 27 États. Il existe également des sites ouverts en Australie, Belgique, Canada, Chine, Colombie, Costa Rica, Angleterre, Allemagne, Inde, Malaisie, Mexique, Panama, Paraguay, Arabie Saoudite, Corée du Sud, Taiwan, Thaïlande, Turquie, Emirats Arabes Unis, Uruguay et Népal .
En 2011 et 2012, 20 emplacements proposés devaient ouvrir, y compris au Mexique, en Thaïlande, en Colombie et en Angleterre, pour un total de 66 emplacements Aloft. Bien que positif pour la marque hôtelière, ce nombre était bien en deçà de l'anticipation initiale d'avoir 500 emplacements d'ici 2012.
Début 2013, la marque a ouvert un établissement de 482 chambres à Kuala Lumpur, en Malaisie, ce qui en fait le plus grand hôtel Aloft au monde. L'hôtel comprend une salle de bal pouvant accueillir jusqu'à 1 000 personnes dans un décor de théâtre.
En 2013, la chaîne a ouvert un nouvel hôtel à l' Ernst &amp; Young Tower à Cleveland, Ohio.
En septembre 2016, Aloft est entré sur le marché saoudien avec un nouvel hôtel près du centre de Riyad.
En décembre 2016, Aloft Long Island City-Manhattan View a ouvert ses portes.
En 2017 et 2018, Aloft devrait ouvrir des propriétés à Kiev, en Ukraine et à Saint-Pétersbourg, en Russie, respectivement.

## Réception
La réception publique des hôtels Aloft a été mitigée. La majorité des opinions tournent autour des deux aspects principaux de la marque hôtelière: les prix des chambres et le style contemporain.
La culture de marque des hôtels Aloft a également suscité quelques critiques. Le thème contemporain des hôtels Aloft n'est pas apprécié par tout le monde, et certains critiques estiment que les hôtels Aloft ont trop une sensation de "cookie cutter" pour eux. En outre, le barrage de couleurs, de formes et de jargon dès le premier instant dans l'hôtel a été noté comme tout simplement trop difficile à gérer pour certains.